# Giovanni Vermèxio
Giovanni Vermèxio ( - Syracuse, 1648) was een architect in Syracuse, een stad in het Spaanse koninkrijk Sicilië. Vermèxio en zijn in oorsprong Spaanse familie waren actief als architecten bij bouwwerven in Syracuse. De bouwstijl was Siciliaanse barok, zoals hun opdrachtgevers wensten.

## Levensloop

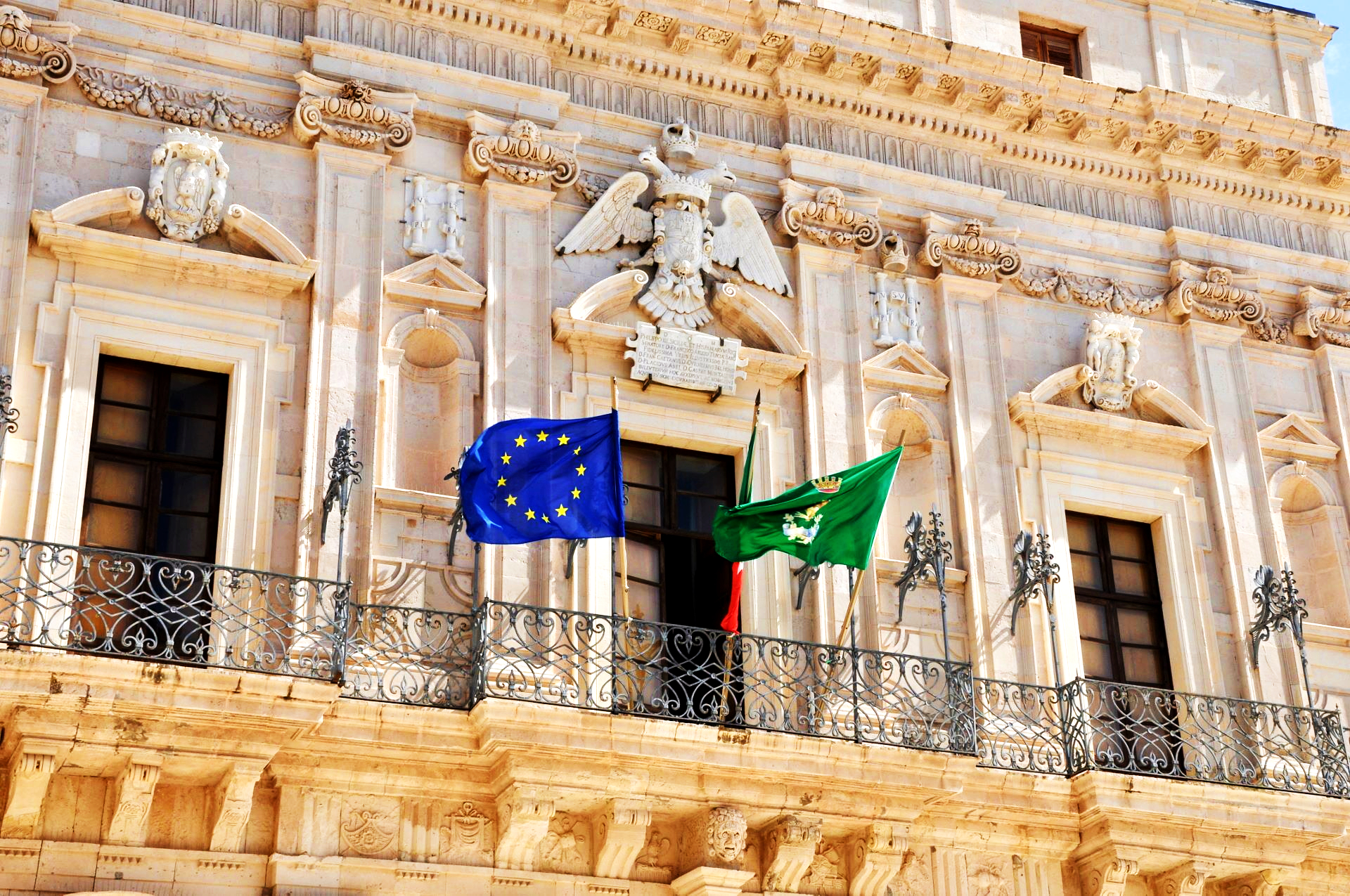
Palazzo del Vermexio, Syracuse, Italië

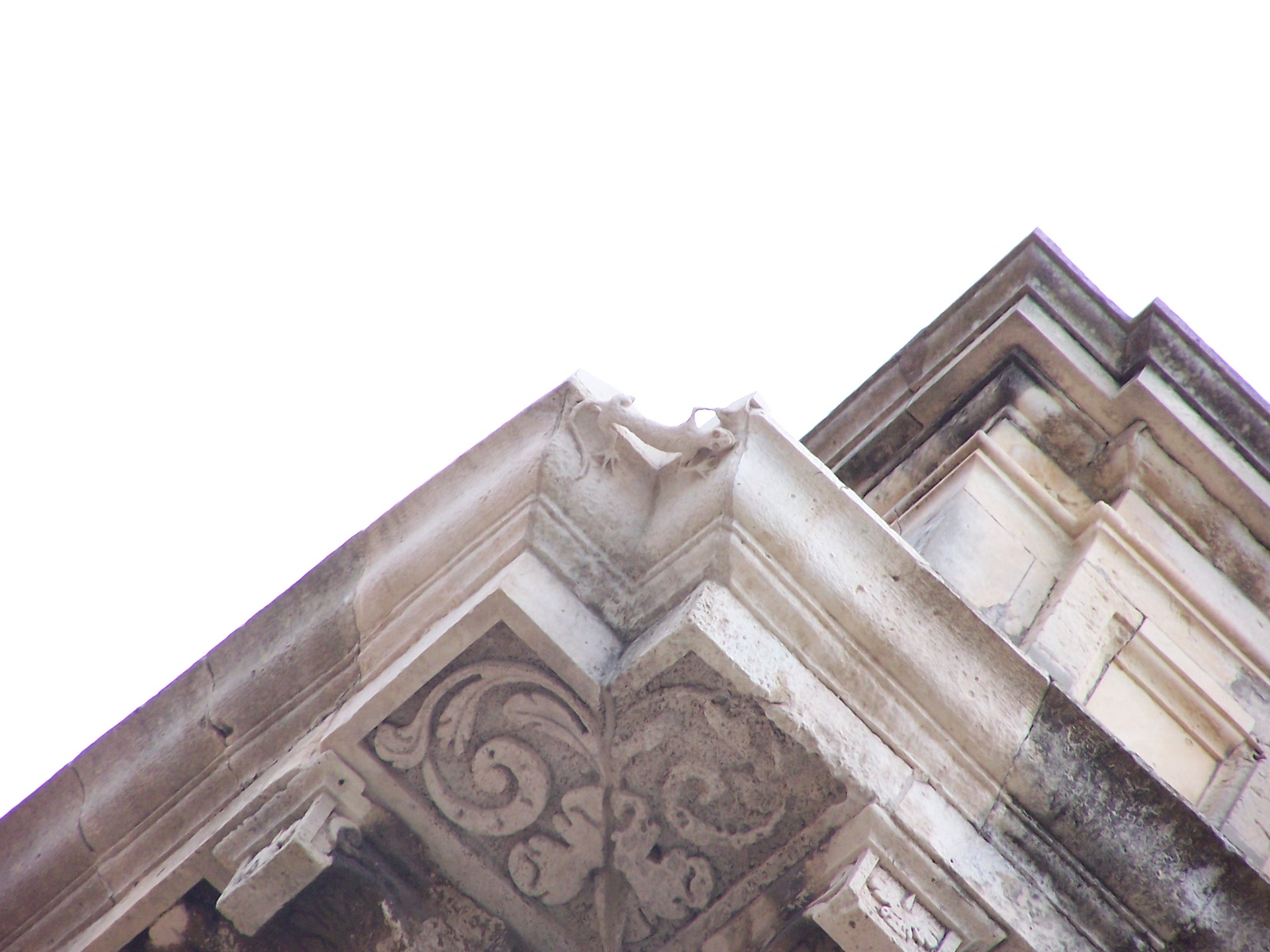
Hagedis op het Palazzo del Vermexio

De familie Vermèxio verbleef in Syracuse, Sicilië, sinds het begin van de 17e eeuw. Giovanni Vermèxio leerde het beroep van zijn vader Andrea Vermèxio, een architect in Syracuse. Nadat hij van bisschop Juan de Torres Osorio, een bouwopdracht had gekregen voor het bisschoppelijk paleis, werd hij in 1621 benoemd tot stadsarchitect. Hij werkte aan meerdere opdrachten samen met zijn vader, tot deze overleed in 1643. Als een soort handtekening lieten zij een kleine hagedis achter op gebouwen: in het Catalaans betekende het woord 'vermè' worm, waardoor zij een band zagen met hun achternaam Vermèxio en met een kleine hagedis.
Vermèxio en de zijnen bouwden het Senaatspaleis, later stadhuis van Syracuse, dat ook genoemd wordt Palazzo del Vermexio of het paleis van Vermexio. 
Hij herbouwde verder de kerk Santa Lucia Extra Moenia in de wijk Santa Lucia buiten de stadsmuren; deze kerk bezit de relikwieën van de heilige Lucia, een patroonheilige van Syracuse. Vermèxio bouwde naast de kerk een octogonale kapel als grafkapel voor deze heilige. Dit had te maken met de komst van de franciscanen in Syracuse in 1618. Zij eigenden zich de verering van het graf toe. Om de achthoekige grafkapel te bouwen, moest de oude kapel van Sint-Agatha tegen de vlakte. De nieuwe grafkapel werd niet afgewerkt, omdat het militair bestuur van Syracuse er liever een munitiedepot had zien komen. 
Verder is te vermelden dat Vermèxio de Sacramentskapel bouwde in de kathedraal van Syracuse; dit was in opdracht van bisschop Juan de Torres Osorio. Het wapenschild van de bisschop werd in de kapel aangebracht boven een deur. Het was Vermèxio’s zoon Andrea Vermèxio Jr die na diens dood (1648) de Sacramentskapel afwerkte.